# 广西狗牙花
广西狗牙花（学名：Ervatamia kwangsiensis）为夹竹桃科狗牙花属下的一个种。

## 扩展阅读
- 維基物種上的相關：广西狗牙花